# SPAD (航空機メーカー)
SPADは第一次世界大戦期のフランスの航空機メーカーである。
1910年、アルマン・ドゥペルデュサンによって航空機会社Société des Aéroplanes Deperdussinが設立された。同社は直にソシエテ・プロヴィゾワレ・デザパレイユ・ドゥペルデュサン（Société Provisoire des Appareils Deperdussin ）と改称、略称SPADとなった。ルイ・ベシュローの設計により、戦前もドゥペルデュサン・モノコック・レーサーなど優れた航空機を製作した。
後にアルマン・デュペルデュサンは横領で逮捕され、ルイ・ブレリオが1914年に経営するようになったあと、略称はSPADのまま、社名は航空機および関連製品株式会社（Société Pour Aviation et ses Dérivés ）に変更された。その後もベシュロー設計による航空機を製作、特に第一次世界大戦中盤以降、フランス軍航空隊の主力戦闘機となったSPAD VIIからXIIIを開発・生産、第一次世界大戦におけるフランスの主要な戦闘機メーカーとして存続した。
1919年、ベシュローはSPADを退職し、その後のSPADの設計はアンドレ・エルブモンが行うことになった。
1921年にはブレリオ（Bleriot-Aéronautique ）の1部門となった。
1936年のフランス政府による航空機メーカー国営化プログラムにより、ブレリオはSNCASO（Société Nationale de Constructions Aéronautiques du Sud-Ouest）に統合された。